# Samuel H. Beer
Samuel Hutchison Beer (* 28. Juli 1911 in Bucyrus, Ohio; † 7. April 2009) war ein US-amerikanischer Politikwissenschaftler, der als Professor an der Harvard University lehrte und 1966/77 als Präsident der American Political Science Association (APSA) amtierte. Zu seiner Wirkungszeit galt er als einer der besten Kenner des britischen Regierungssystems.
Beer machte 1932 das Bachelor-Examen an der University of Michigan, anschließend studierte er bis 1935 als Rhodes-Stipendiat am Balliol College im britischen Oxford. Von 1935/36 arbeitete er im Stab des Democratic National Committee und war gelegentlicher Redenschreiber für den US-Präsidenten Franklin D. Roosevelt. In den Jahren darauf war Beer als Journalist tätig. 1943 wurde er an der Harvard University im Fach Politikwissenschaften zum Ph.D. promoviert.
Nach seinem Kriegseinsatz in Europa arbeitete er 1945 für die US-Militärregierung in Deutschland. 1946 kehrte er als Hochschullehrer nach Harvard zurück. 1971 wurde er dort Eaton Professor of the Science of Government. 1982 ging er als Ruheständler an das Boston College, um dort der erste Thomas P. O’Neill Jr. Professor of American Politics zu werden.
Beer wurde 1955 in die American Academy of Arts and Sciences gewählt. Er wurde 1997 Ehrendoktor der Harvard University, 2000 wurde er in die British Academy gewählt.

## Schriften (Auswahl)
- To make a nation. The rediscovery of American federalism. Belknap Press of Harvard University Press, Cambridge (Mass.) 1993, ISBN 0-674-60212-9.
- British politics in the collectivist age. Knopf, New York 1965.